# Comitatul Carbon, Utah
Comitatul Carbon (în engleză: Carbon County) este unul din cele 29 de comitate ale statului american Utah. În 2010 avea o populație de 21.403 de locuitori. Its county seat and largest city is Price.

## Geografie

### Comitate învecinate
- Comitatul Ravalli, Montana - nord-vest
- Comitatul Deer Lodge, Montana - nord
- Comitatul Silver Bow, Montana - nord
- Comitatul Madison, Montana - est
- Comitatul Fremont, Idaho - sud-est
- Comitatul Clark, Idaho - sud
- Comitatul Lemhi, Idaho - vest

### City
- East Carbon-Sunnyside
- Helper
- Price (reședința)
- Wellington

### Town
- Scofield

### Orașe-fantomă (Ghost towns)
- Castle Gate
- Coal City
- Hale
- Hiawatha
- Kiz
- National
- Peerless
- Royal
- Spring Canyon
- Standardville
- Winter Quarters